# Лёгкая атлетика на летних Олимпийских играх 2020 — бег на 1500 метров (мужчины)
Соревнование в бег на 1500 метров среди мужчин на летних Олимпийских играх 2020 года проходили с 3 августа по 7 августа 2021 года на Японском национальном стадионе.  В соревнованиях приняли участие 46 спортсменов.
Якоб Ингебригтсен завоевал первую норвежскую золотую медаль в беге на 1500 метров среди мужчин и установил новый олимпийский рекорд. Последний раз европеец побеждал на дистанции 1500 метров на Олимпийских играх в 1992 году. Тимоти Черуйот из Кении взял серебро, вернув страну на медальный пьедестал впервые с 2008 года. Джош Керр завоевал бронзу, первую медаль Великобритании в этом турнире с 1988 года.

## Ход турнира
С 2018 года Тимоти Черуйот возглавляет мировой рейтинг. Ниже на одно место в таблице лидеров, а также и в основных забегах, была фамилия Ингебригтсен. Вначале с 2018 году Филип Ингебригтсен, а затем его сменил его младший брат Якоб Ингебригтсен, которому на момент Олимпийских игр в Токио осталось чуть больше месяца до своего 21-го дня рождения. Черуйот одержал победу в исключительно быстрой гонке чемпионата мира 2019 года, оторвавшись на две секунды от преследователей. Забег в Рио 2016, выигранный Мэтью Центровицем был стратегическим и медленней более чем на 20 секунд в сравнении с забегом чемпионата мира 2019 года. Центровиц прошел отбор на Олимпиаду 2020, чтобы защитить свой титул, но не вышел из полуфинала. Серебряный призер Тауфик Махлуфи получил травму до старта забегов в Токио.
После того, как бегуны разобрались в старте финала, Якоб, единственный Ингебригцен, участвовавший в гонке, обогнул группу, став лидером и ускорил темп. Черуйот переместился из средней группы, чтобы догнать Ингебригтсена. Первый круг завершился за 56,2. Затем Черуйот двинулся вперед, чтобы еще больше ускорить темп. Второй круг - 1: 51,8, Черуйот – пробежал 2-й круг за 55,6. Образовался разрыв между ведущей группой Черуйот, Ингебригтсен и МакСвейн, а Кипсанг возглавил линию преследователей. В предпоследнем повороте МакСвейн не смог удержаться за лидерами гонки и начал отставать. 3-й круг: 2: 47,3, (круг 55,5). Ингебригцен бежал за спиной Черуйота. Джош Керр догнал Кипсанга в борьбе за бронзу. В последнем повороте Ингебригцен обогнал Черуйот и сделал четырехметровый разрыв, прежде чем пересечь финишную черту. Его последний круг - 55,4.Керр обогнал Кипсанга и до финиша преследовал Черуйота.
Новый олимпийский рекорд 3: 28.32. Ингебригтсен побил рекорд Ноя Нгени установленный в 2000 году на 3,75 секунды.

## Медалисты
| Золото                     | Серебро              | Бронза                   |
| Якоб Ингебригтсен Норвегия | Тимоти Черуйот Кения | Джош Керр Великобритания |

## История
Соревнование по бегу на 1500 метров среди мужчин на Олимпийских играх 2020 года будет проводиться в 29 раз и станет одним из 12 видов легкой атлетики, проводимых на всех летних Олимпийских играх.

## Квалификация
Квалификационный стандарт на Олимпийские игры 2020 бегунов на 1500 метров установлен 3:35,00. Стандарт был установлен с целью включения в турнир спортсменов выполнившие на квалификационных соревнованиях установленный норматив, но которые не смогли пройти квалификацию по итогам мирового рейтинга ИААФ. Мировые рейтинги, основанные на расчете среднего из пяти лучших результатов спортсмена за квалификационный период с учетом сложности уровня соревнований. Данные условия для отбора спортсменов использоваться, пока не будет достигнуто ограничение в 45 бегунов.
Квалификационный период первоначально был установлен с 1 мая 2019 года по 29 июня 2020 года. Из -за пандемии коронавирусной инфекции в период с 6 апреля 2020 года по 30 ноября 2020 года соревнования был приостановлены и дата окончания продлена до 29 июня 2021 года. Дата начала квалификации по итогам мирового рейтинга также была изменена с 1 мая 2019 г. на 30 июня 2020 г. Спортсмены выполнившие квалификационный стандарт в течение этого времени, были квалифицированы, а провести отбор по мировому рейтингу было не возможно из-за отсутствия легкоатлетических турниров. ИААФ изменил требование к расчету мирового рейтинга, включив соревнования как на открытом воздухе, так и в помещении, а также последний региональный чемпионат был засчитан, даже если он проведен не во время квалификационного периода.
Национальный олимпийский комитет (НОК) может заявить не более 3 квалифицированных спортсменов в забеге 1500 метров. Если все спортсмены соответствуют начальному квалификационному стандарту или прошли квалификацию путем ранжирования мирового рейтинга в течение квалификационного периода. (Ограничение в 3 было введено на Олимпийском Конгрессе в 1930 г.)
36 бегунов прошли квалификацию по установленному нормативу; 8 - по позициям мирового рейтинга и 1 – НОК  Экваториальная Гвинея использовал свое универсальное место и ввели одного спортсмена, так как у них нет спортсменов, соответствующих стандарту входа на легкоатлетическое мероприятие — бегу на 1500 метров среди мужчин.

## Рекорды
Мировой и олимпийский рекорды до начала летних Олимпийских игр 2020 года:
| Мировой рекорд     | Хишам эль-Герруж (MAR) | 3:26,00 | Рим    | 14 июля 1998     |
| Олимпийский рекорд | Ной Нгени (KEN)        | 3:32,07 | Сидней | 29 сентября 2000 |

В ходе этого соревнования были установлен новый олимпийский рекорд:
| Мировой рекорд     | Хишам эль-Герруж (MAR)  | 3:26,00 | Рим   | 14 июля 1998   |
| Олимпийский рекорд | Якоб Ингебригтсен (NOR) | 3:28,32 | Токио | 7 августа 2021 |

## Формат и календарь турнира
Соревнования проходят в формате из трех раундов. Впервые данный формат проведения был применен на Олимпийских игр 1952 года. Продолжают использовать его с 1964 года по настоящие время.
Время Олимпийских объектов местное (Япония, UTC+9)
| Дата                    | Время | Раунд      |
| ----------------------- | ----- | ---------- |
| Вторник, 3 августа 2021 | 09:00 | Раунд 1    |
| Четверг, 5 августа 2021 | 19:00 | Полуфиналы |
| Суббота, 7 августа 2021 | 18:50 | Финал      |

## Результаты

### Раунд 1
Квалификационные правила: первые6 в каждом забеге (Q) и дополнительно 6 с лучшими показанными результатами из всех забегов (q) проходят в полуфинал.

#### Забег 1
| Место | Спортсмен          | НОК             | Время   | Примечание |
| ----- | ------------------ | --------------- | ------- | ---------- |
| 1     | Исмаэль Дебджани   | Бельгия         | 3:36.00 | Q          |
| 2     | Тимоти Черуйот     | Кения           | 3:36.01 | Q          |
| 3     | Олли Хоар          | Австралия       | 3:36.09 | Q          |
| 4     | Коул Хокер         | США             | 3:36.16 | Q          |
| 5     | Абделатиф Садики   | Марокко         | 3:36.23 | Q          |
| 6     | Михал Розмыс       | Польша          | 3:36.28 | Q          |
| 7     | Джош Керр          | Великобритания  | 3:36.29 | q          |
| 8     | Игнасио Фонтес     | Испания         | 3:36.95 | q          |
| 9     | Самуэль Тефера     | Эфиопия         | 3:37.98 |            |
| 10    | Филип Ингебригтсен | Норвегия        | 3:38.02 |            |
| 11    | Амос Бартельсмайер | Германия        | 3:38.36 |            |
| 12    | Иштван Сёги        | Венгрия         | 3:38.79 |            |
| 13    | Абрахам Гем        | Южный Судан     | 3:40.86 | PB         |
| 14    | Алексис Миелле     | Франция         | 3:41.23 |            |
| 15    | Адам Али Мусаб     | Катар           | 3:42.55 |            |
| 16    | Фелисберто де Деус | Восточный Тимор | 3:51.03 | NR         |

#### Забег 2
| Место | Спортсмен              | НОК                   | Время   | Примечание |
| ----- | ---------------------- | --------------------- | ------- | ---------- |
| 1     | Абель Кипсанг          | Кения                 | 3:40.68 | Q          |
| 2     | Мэттью Центровиц       | США                   | 3:41.12 | Q          |
| 3     | Джейк Уайтман          | Великобритания        | 3:41.18 | Q          |
| 4     | Азеддин Хабз           | Франция               | 3:41.24 | Q          |
| 5     | Самуэль Абате          | Эфиопия               | 3:41.63 | Q          |
| 6     | Чарльз Гретен          | Люксембург            | 3:41.90 | Q          |
| 7     | Джей Эдвардс           | Австралия             | 3:42.62 |            |
| -     | Садик Миху             | Бахрейн               | 3:42.87 | DSQ        |
| 8     | Сэм Таннер             | Новая Зеландия        | 3:43.22 |            |
| 9     | Али Идов Хассан        | Сомали                | 3:43.96 | PB         |
| 10    | Анасс Эссеи            | Марокко               | 3:45.92 |            |
| 11    | Хесус Гомес            | Испания               | 3:47.27 | qR         |
| 12    | Тьяго Андре            | Бразилия              | 3:47.71 |            |
| 13    | Бенхалин Энзема        | Экваториальная Гвинея | 3:48.17 |            |
| 14    | Марцин Левандовский    | Польша                | 4:43.96 | qR         |
| —     | Абдирахман Саид Хассан | Катар                 | DNF     |            |

- Хесус Гомес  Испания) выходит в полуфинал по решению видео-рефери.
- Марцина Левандовский упал в забеге после толчка, но встав, он закончил свой забег на последнем месте. По результатам апелляции он вышел в полуфинал.
- Финишировавший на 8-м месте Садик Миху был дисквалифицирован 8 августа после того, как его тест дал положительный результат – допинг в крови.

#### Забег 3
| Место | Спортсмен           | НОК                          | Время   | Примечание |
| ----- | ------------------- | ---------------------------- | ------- | ---------- |
| 1     | Джейк Хейвард       | Великобритания               | 3:36.14 | Q          |
| 2     | Теддезе Леми        | Эфиопия                      | 3:36.26 | Q          |
| 3     | Стюарт МакСвейн     | Австралия                    | 3:36.39 | Q          |
| 4     | Якоб Ингебригтсен   | Норвегия                     | 3:36.49 | Q          |
| 5     | Роберт Фаркен       | Германия                     | 3:36.61 | Q          |
| 6     | Адель Мешааль       | Испания                      | 3:36.74 | Q, SB      |
| 7     | Ник Уиллис          | Новая Зеландия               | 3:36.88 | q, SB      |
| 8     | Эндрю Коскоран      | Ирландия                     | 3:37.11 | q          |
| 9     | Аянлех Сулейман     | Джибути                      | 3:37.25 | q, SB      |
| 10    | Чарльз Симоту       | Кения                        | 3:37.26 | q          |
| 11    | Батист Мишлер       | Франция                      | 3:37.53 |            |
| 12    | Калле Берглунд      | Швеция                       | 3:49.43 |            |
| 13    | Пауло Амотун Локоро | Олимпийская сборная беженцев | 3:51.78 | SB         |
| —     | Суфиан Эль-Баккали  | Марокко                      | DNF     |            |
| —     | Рональд Мусагала    | Уганда                       | DNF     |            |
| —     | Яред Нугусе         | США                          | DNS     |            |

### Полуфинал
Квалификационные правила: первые5 в каждом забеге (Q) и дополнительно 2 с лучшими показанными результатами из всех забегов (q) проходят в финал.

#### Полуфинал 1
| Место | Спортсмен           | НОК            | Время   | Примечание |
| ----- | ------------------- | -------------- | ------- | ---------- |
| 1     | Джейк Уайтман       | Великобритания | 3:33.48 | Q, SB      |
| 2     | Коул Хокер          | США            | 3:33.87 | Q, PB      |
| 3     | Тимоти Черуйот      | Кения          | 3:33.95 | Q          |
| 4     | Олли Хоар           | Австралия      | 3:34.35 | Q          |
| 5     | Игнасио Фонтес      | Испания        | 3:34.49 | Q          |
| 6     | Чарльз Симоту       | Кения          | 3:34.61 |            |
| 7     | Теддезе Леми        | Эфиопия        | 3:34.81 |            |
| 8     | Роберт Фаркен       | Германия       | 3:35.21 |            |
| 9     | Ник Уиллис          | Новая Зеландия | 3:35.41 | SB         |
| 10    | Эндрю Коскоран      | Ирландия       | 3:35.84 |            |
| 11    | Исмаэль Дебджани    | Бельгия        | 3:42.18 |            |
| —     | Аянлех Сулейман     | Джибути        | DNF     |            |
| —     | Марцин Левандовский | Польша         | DNF     |            |

#### Полуфинал 2
| Место | Спортсмен         | НОК            | Время   | Примечание |
| ----- | ----------------- | -------------- | ------- | ---------- |
| 1     | Абель Кипсанг     | Кения          | 3:31.65 | Q, OR      |
| 2     | Якоб Ингебригтсен | Норвегия       | 3:32.13 | Q          |
| 3     | Джош Керр         | Великобритания | 3:32.18 | Q          |
| 4     | Адель Мешааль     | Испания        | 3:32.19 | Q, PB      |
| 5     | Стюарт МакСвейн   | Австралия      | 3:32.54 | Q          |
| 6     | Джейк Хейвард     | Великобритания | 3:32.82 | q, PB      |
| 7     | Чарльз Гретен     | Люксембург     | 3:32.86 | q, NR      |
| 8     | Абделатиф Садики  | Марокко        | 3:33.59 | PB         |
| 9     | Мэттью Центровиц  | США            | 3:33.69 | SB         |
| 10    | Азеддин Хабз      | Франция        | 3:35.12 |            |
| 11    | Самуэль Абате     | Эфиопия        | 3:37.66 |            |
| 12    | Хесус Гомес       | Испания        | 3:44.46 |            |
| 13    | Михал Розмыс      | Польша         | 3:54.53 | qR         |

### Финал
| Место | Спортсмен         | НОК            | Время   | Примечание |
| ----- | ----------------- | -------------- | ------- | ---------- |
| 1     | Якоб Ингебригтсен | Норвегия       | 3:28.32 | OR, ER     |
| 2     | Тимоти Черуйот    | Кения          | 3:29.01 |            |
| 3     | Джош Керр         | Великобритания | 3:29.05 | PB         |
| 4     | Абель Кипсанг     | Кения          | 3:29.56 | PB         |
| 5     | Адель Мешааль     | Испания        | 3:30.77 | PB         |
| 6     | Коул Хокер        | США            | 3:31.40 | PB         |
| 7     | Стюарт Максвейн   | Австралия      | 3:31.91 |            |
| 8     | Михал Розмыс      | Польша         | 3:32.67 | PB         |
| 9     | Джейк Хейвард     | Великобритания | 3:34.43 |            |
| 10    | Джейк Уайтмен     | Великобритания | 3:35.09 |            |
| 11    | Олли Хоаре        | Австралия      | 3:35.79 |            |
| 12    | Шарль Гретан      | Люксембург     | 3:36.80 |            |
| 13    | Игнасио Фонтес    | Испания        | 3:38.56 |            |